# Tessuti del Messico

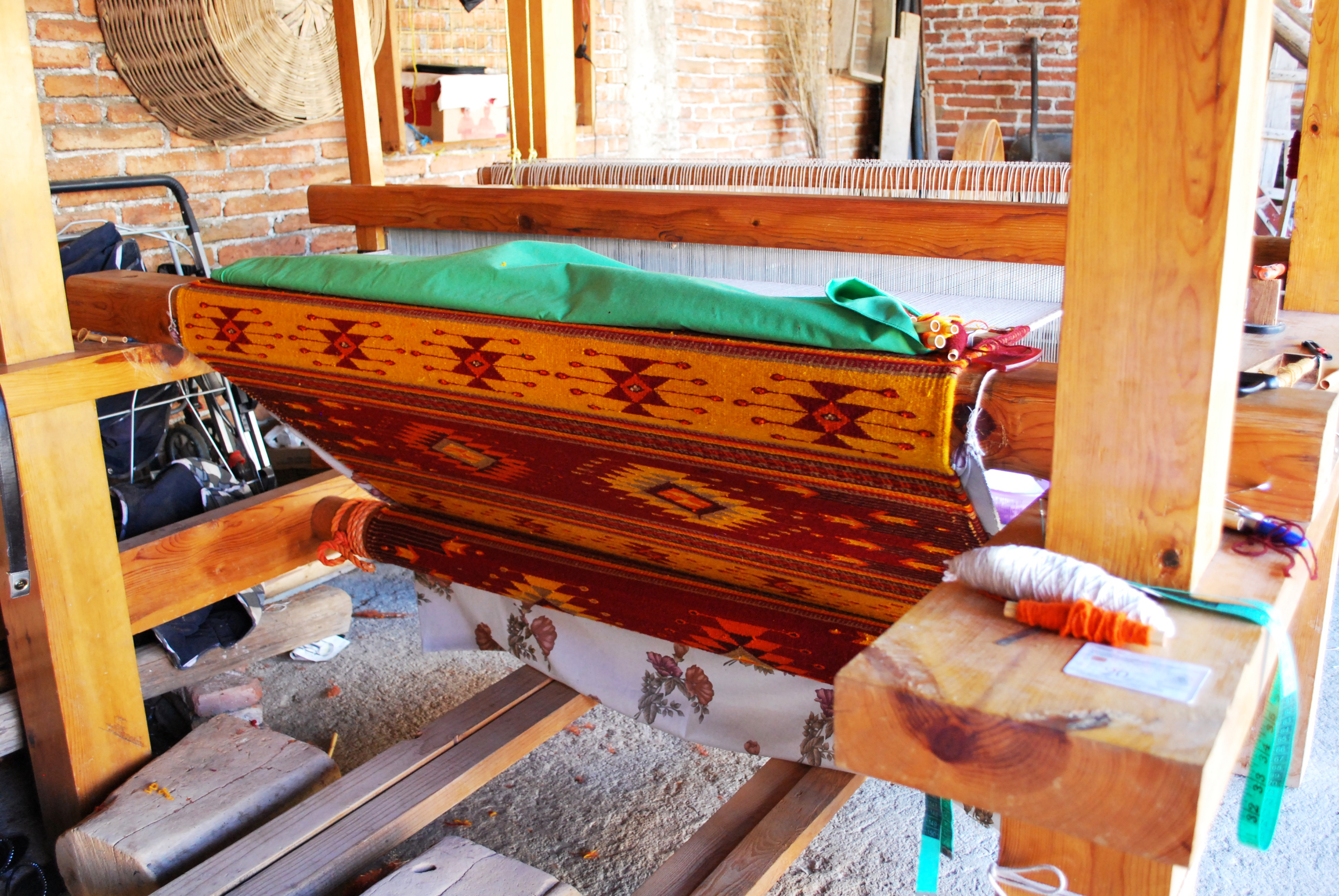
Tappeto in lavorazione a Teotitlan del Valle, Oaxaca

I tessuti del Messico hanno una lunga storia. La produzione di fibre, tessuti e altri prodotti tessili esiste nel paese almeno dal 1400 a.C. Le fibre utilizzate durante il periodo preispanico includevano quelle della yucca, della palma e delle piante di maguey, nonché l'uso del cotone nelle calde pianure del sud. Dopo la conquista spagnola dell'Impero azteco, gli spagnoli introdussero nuove fibre come la seta e la lana, nonché il telaio europeo a pedale. Anche gli stili di abbigliamento sono cambiati radicalmente. Il tessuto veniva prodotto esclusivamente nei laboratori o in casa fino all'epoca di Porfirio Díaz (dal 1880 al 1910), quando fu introdotta la meccanizzazione della tessitura, soprattutto ad opera dei francesi. Oggi tessuti, vestiti e altri prodotti tessili sono realizzati sia da artigiani che in fabbrica. I prodotti artigianali includono abiti preispanici come huipils e sarape, spesso ricamati. Abbigliamento, tappeti e altro sono realizzati con fibre naturali e tinte naturalmente. La maggior parte dell'artigianato è prodotto da popolazioni indigene, le cui comunità sono concentrate nel centro e nel sud del paese, in Stati come Messico, Oaxaca e Chiapas. L'industria tessile rimane importante per l'economia del Messico, anche se ha subito una battuta d'arresto a causa della concorrenza di beni più economici prodotti in paesi come Cina, India e Vietnam.

## Storia

### Periodo preispanico

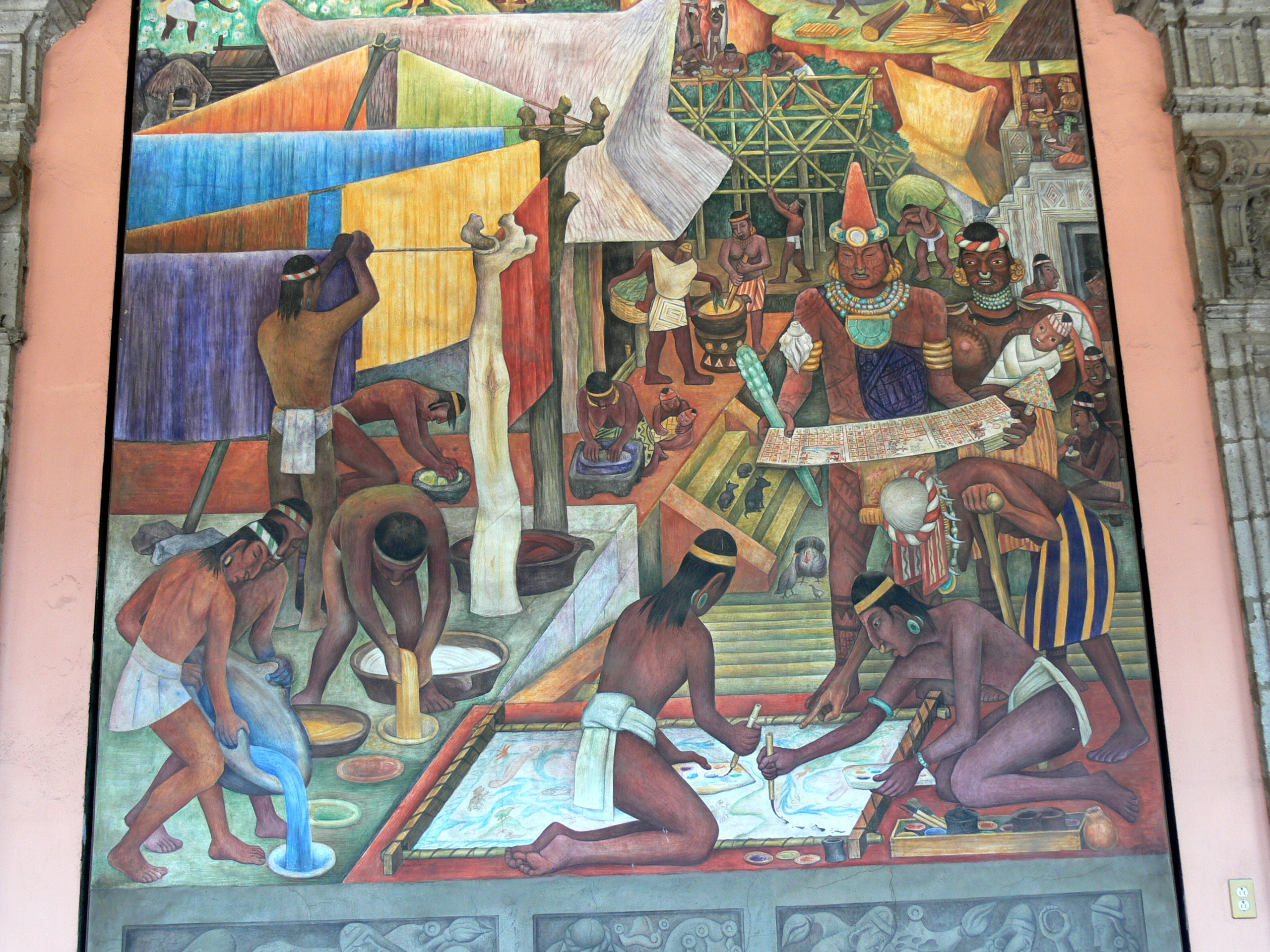
Murale di Diego Rivera raffigurante la realizzazione di tessuti nel periodo preispanico

I frammenti di tessuto più antichi conosciuti in Messico sono stati trovati nell'arido nord del paese in stati come Coahuila, Chihuahua e Durango e risalgono a circa tra il 1800 e il 1400 a.C. In epoca preispanica, le fibre tessute più comuni nelle zone aride provenivano dalla yucca e dalle palme, mentre il cotone veniva coltivato nelle zone calde e umide vicino alla costa. Era sconosciuto agli Aztechi finché non conquistarono le zone di coltivazione del cotone e iniziarono a richiederlo come tributo. Allora solo le classi superiori potevano indossarlo. Dato l'importante status che aveva il tessuto di cotone, viene spesso utilizzato come denaro. Per alcuni indumenti cerimoniali veniva utilizzata carta amatl o derivante da corteccia.
Ciascuna delle culture sedentarie mesoamericane aveva un dio della tessitura. Le donne venivano spesso sepolte con gli oggetti tessuti che avevano realizzato. Cortés menziona l'abilità degli Aztechi nel tessere in una di queste lettere al re di Spagna, in termini molto favorevoli.

### Era coloniale

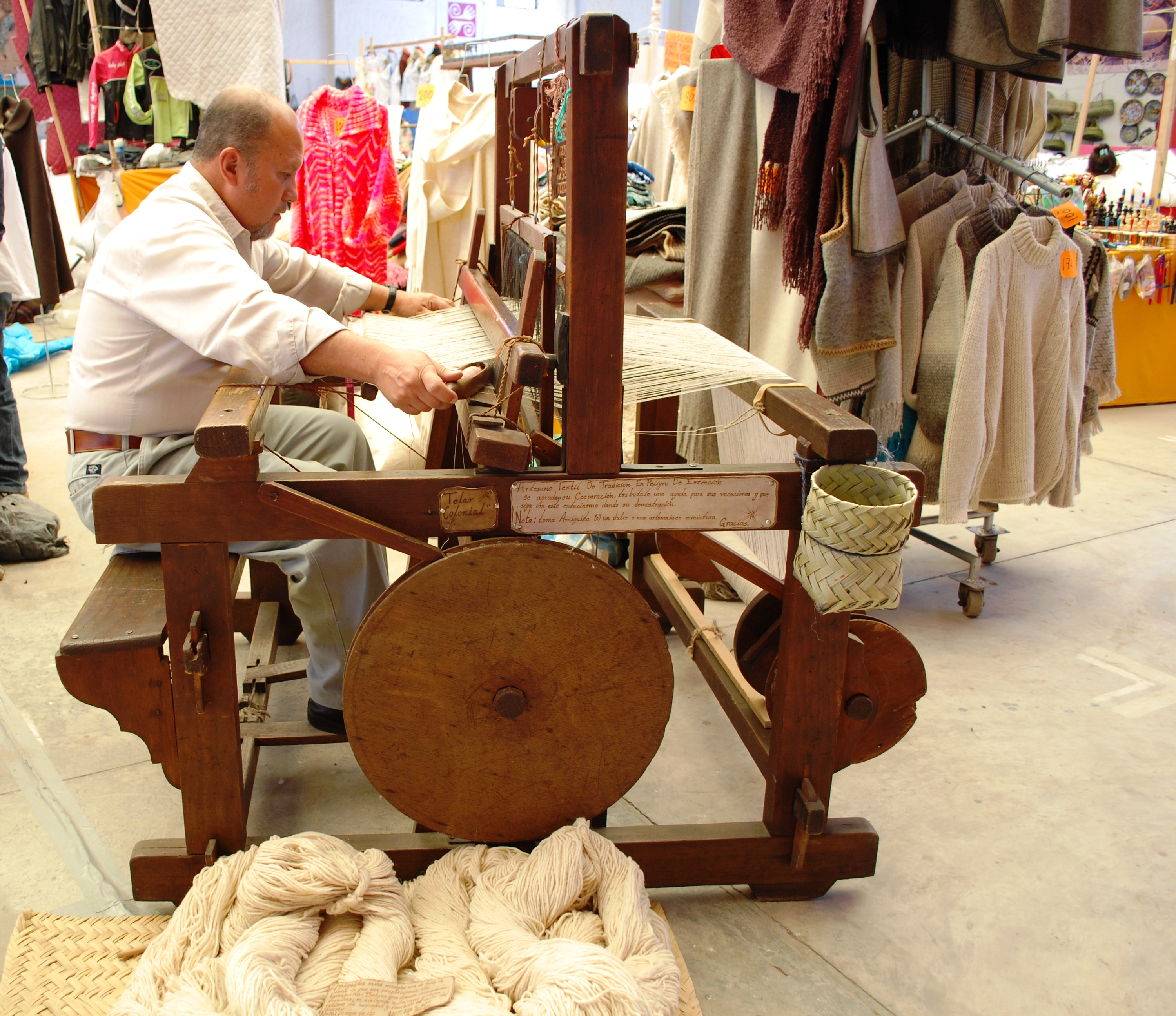
Tessitore che utilizza un tipo di telaio a pedale introdotto dagli spagnoli

Dopo la conquista spagnola dell'Impero azteco, la produzione di tessuti e l'uso di abiti in Mesoamerica cambiarono drasticamente. La maggior parte delle forme preispaniche di abbigliamento e ornamento del corpo furono bandite dagli spagnoli come "incivili". I tessuti indigeni, europei e asiatici influenzarono la produzione di tessuti messicana durante la metà del periodo coloniale. Gli spagnoli non prediligevano il cotone nativo, né trovavano sufficientemente largo il materiale prodotto sui tradizionali telai a cinghia. Sono state introdotte nuove tecniche e materiali. Furono introdotti anche modi di vestire spagnoli, a loro volta una miscela di influenze europee, dell'Asia Minore ed egiziane. Inizialmente furono importati tessuti di lana e seta, poi pecore e bachi da seta, nonché telai a pedale europei, tutti entro la fine degli anni Trenta del Cinquecento. Nel 1580, il Messico era diventato una delle aree più produttive per la lana e i tessuti di seta. La maggior parte della produzione era concentrata negli attuali stati di Oaxaca, Tlaxcala e Puebla. Inizialmente i tessitori spagnoli dominavano la produzione, ma furono presto sostituiti da tessitori autoctoni che producevano materiali più economici. Invece di vietare i tessuti di fabbricazione indiana, i tessitori europei decisero invece di assumerli, creando laboratori. Mentre i tessitori indigeni non venivano pagati molto, i proprietari spagnoli guadagnavano soldi. Questi laboratori alla fine produssero abbastanza tessuto sia per il consumo interno che per l'esportazione in Spagna, Filippine, America Centrale e Perù. La produzione di tessuti di seta fu particolarmente dominante dal 1540 al 1580; Tuttavia, alla fine di questo periodo, l'annuale galeone di Manila trasportava regolarmente seta più economica dall'Asia.
Sebbene il tessuto di cotone non fosse apprezzato dagli europei, veniva comunque prodotto e offerto come tributo ai signori spagnoli. Commercializzare la fibra era difficile poiché la pianta cresce nelle pianure vicino agli oceani e non vicino alle aree di produzione sugli altopiani, e i costi di trasporto erano elevati. I grandi laboratori di tessitura del cotone furono fondati solo nella seconda metà del XVII secolo. Alla fine, la produzione di questo tessuto, così come di quella di lana, colmò il vuoto lasciato dalla scomparsa della produzione messicana di tessuti di seta. Il tessuto di lana rimase importante perché era preferito dagli strati superiori della società coloniale e perché le pecore potevano essere allevate vicino alle principali aree di tessitura, come Puebla, Querétaro, Valladolid, Acámbaro e San Miguel de Allende.

### Dal XIX secolo ad oggi

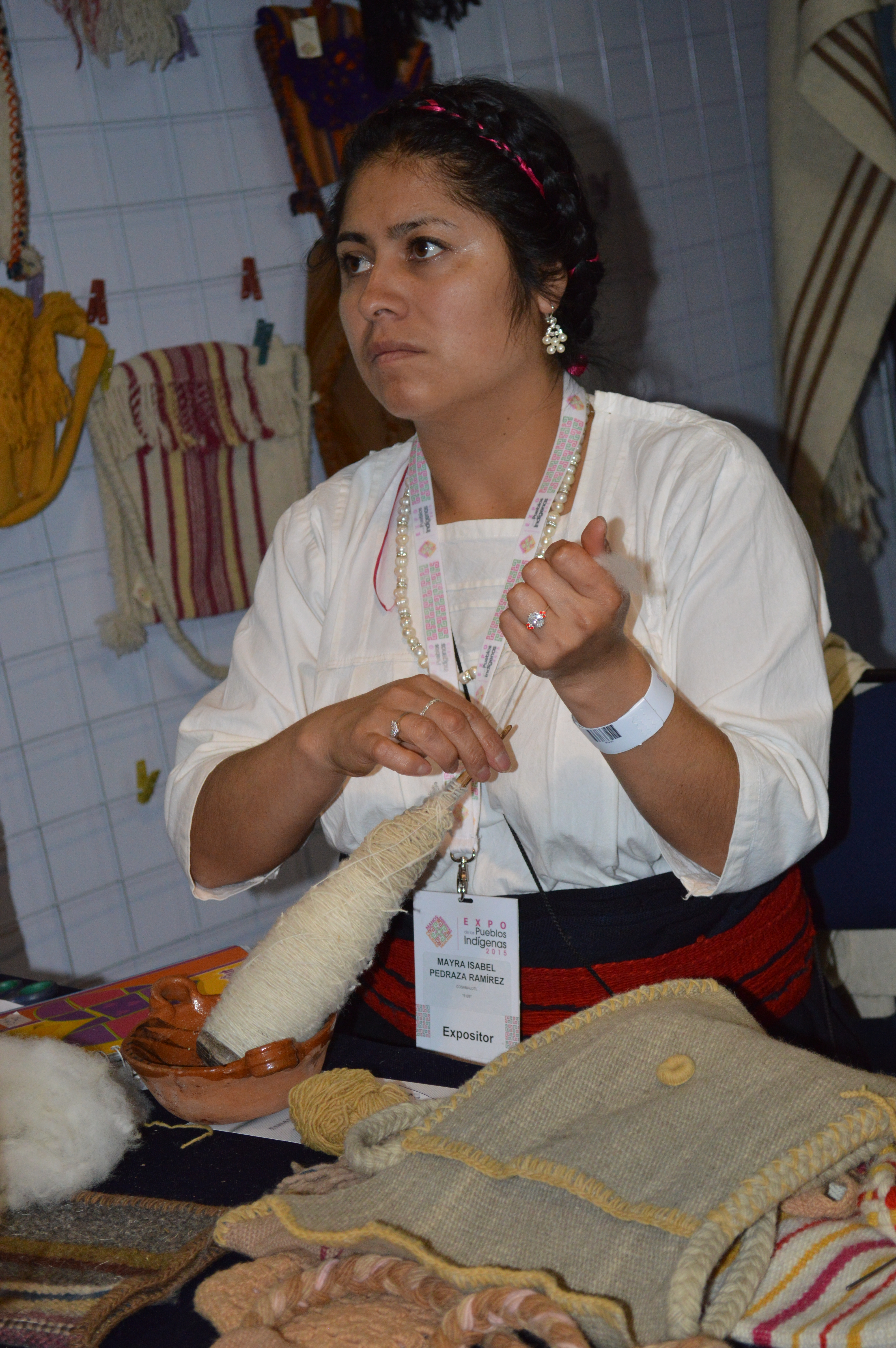
Filatura con metodo preispanico

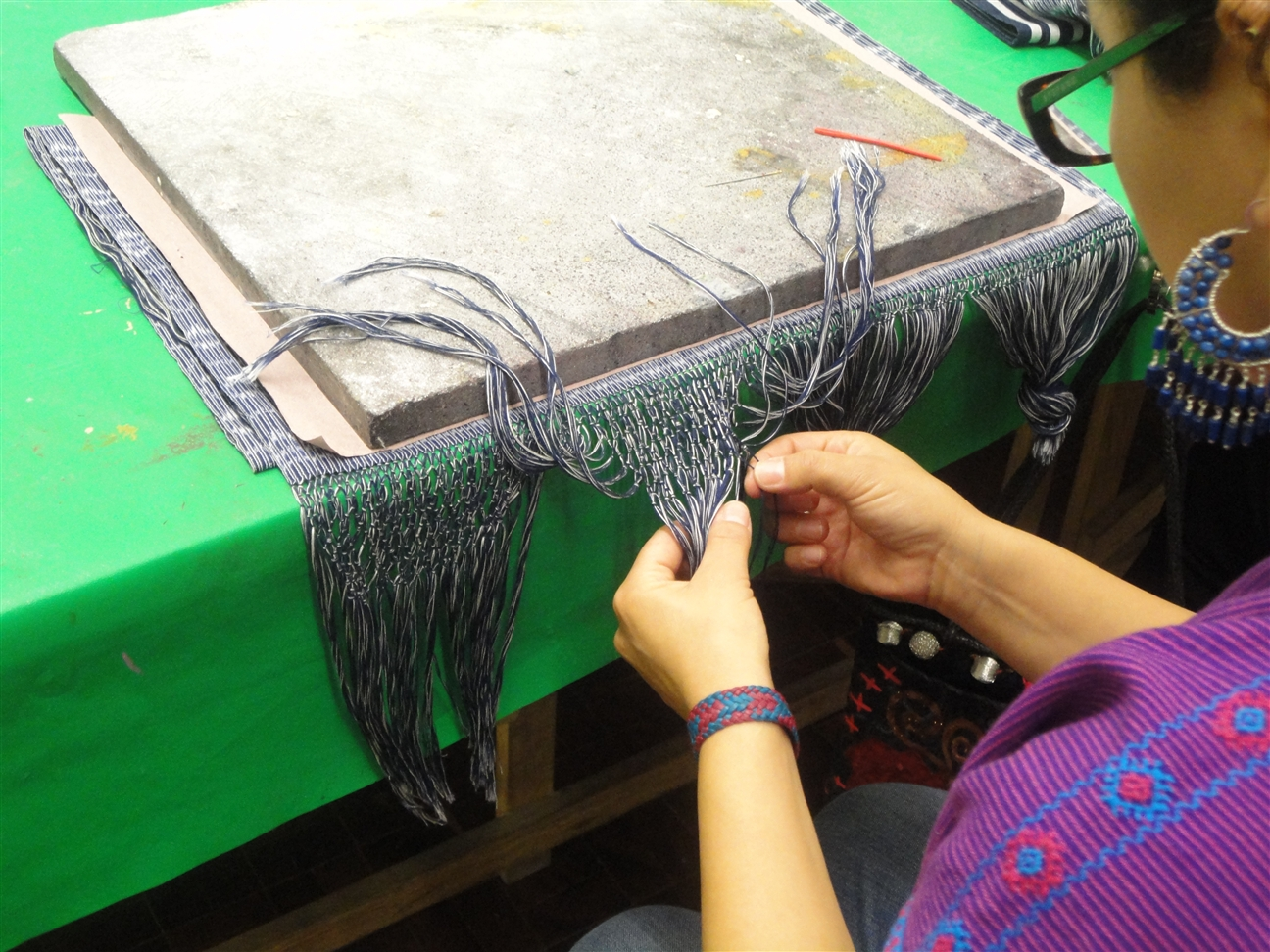
Finitura di un involucro di rebozo in un laboratorio al Museo de Arte Popular, Città del Messico.

In passato, i tessuti e gli indumenti venivano realizzati per durare decenni, ma oggi i tessuti sono molto più economici e gran parte degli indumenti acquistati vengono presto buttati via. Ciò è dovuto principalmente alla meccanizzazione della tessitura, che ha reso il tessuto poco costoso. In Messico, come in altre parti del mondo, l'introduzione di trasporti e comunicazioni moderni ha comportato importanti cambiamenti nella produzione e distribuzione dei beni e nella gestione e struttura delle imprese. Nel XIX secolo, l'industrializzazione influenzò la produzione tessile con l'introduzione di macchine a vapore e gli sforzi degli immigrati francesi da Barcelonnette, che iniziarono ad arrivare in Messico all'inizio del XIX secolo. La produzione di massa di prodotti tessili, in particolare di tessuti di cotone, si sviluppò prima che in altri paesi al di fuori dell'Europa occidentale e degli Stati Uniti, avvicinandosi allo stesso livello dell'Inghilterra a metà del XVIII secolo, nonostante i disordini sociali dell'epoca. La meccanizzazione della produzione di tessuti iniziò negli anni Trenta dell'Ottocento; tuttavia, le elevate tasse interne tra gli stati mantenevano gli impianti di produzione piccoli e non consolidati. Mentre la produzione messicana rimase indietro rispetto a quella europea, alcune regioni del paese come La Laguna, nei moderni stati di Durango e Coahuila, divennero importanti produttori di tessuti di cotone. Il tessuto più prodotto era chiamato "manta", un cotone naturale preferito da molti gruppi indigeni.
Lo sviluppo delle linee di navigazione a vapore e delle reti ferroviarie consentì l'esportazione dei tessuti prodotti in Messico. Il consolidamento del potere da parte di Porfirio Díaz negli anni '80 dell'Ottocento aprì opportunità commerciali e rese possibili gli investimenti esteri. Entro la fine del XIX secolo, la produzione e la distribuzione tessile erano il più grande settore manifatturiero del paese, per lo più controllato da immigrati francesi. Gli immigrati lavoravano insieme, formando la "rete Barcelonnette". Iniziarono con piccoli mulini tessili e magazzini di tessuti, che alla fine si trasformarono in grandi fabbriche e grandi magazzini, tra cui Palacio de Hierro, che esiste ancora. Questi immigrati francesi consolidarono le operazioni tessili entro la fine del XIX secolo e all'inizio della rivoluzione messicana cambiarono la loro fonte di energia dal vapore all'elettricità. Trasformarono anche i mulini tessili da organizzazioni per lo più a conduzione familiare a imprese più moderne con dirigenti professionisti e azioni vendute in borsa.
La macchina da cucire apparve all'inizio del XX secolo e divenne ampiamente utilizzata per unire i tessuti e per ricamare. Ciò ha portato ad un altro livello di produzione tessile: l’abbigliamento finito.

## Tessuti artigianali e indigeni oggi

### Tradizione indigena

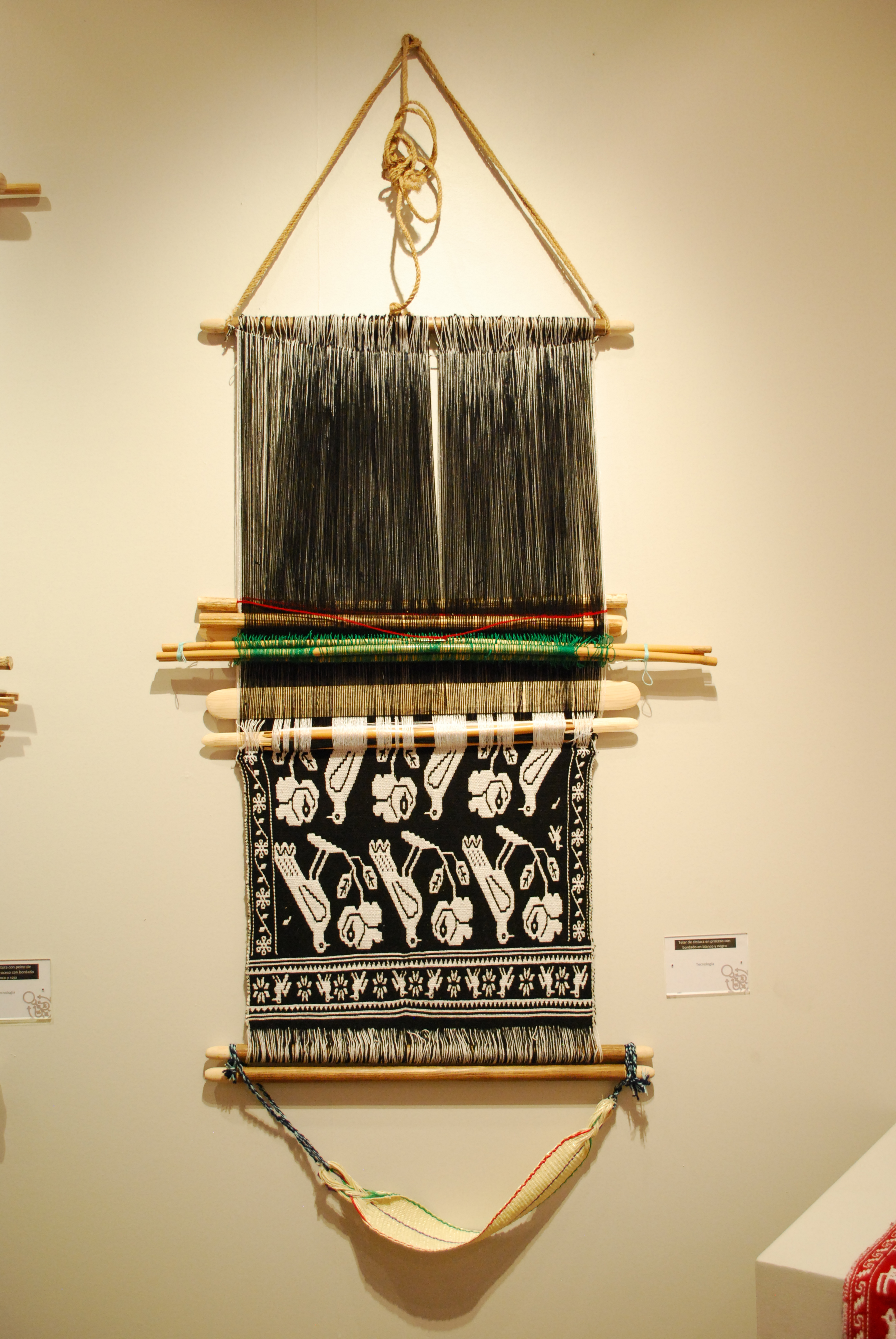
Tessuto in lavorazione su un telaio a cinghia posteriore di Hidalgo.

Il tessile è uno dei mestieri più importanti del Messico in quanto rappresenta la continuazione della tradizione e la sua fusione con design e tecniche moderne. Sia i tessuti in stile preispanico che quello coloniale sono ancora prodotti in Messico. Inoltre, molte fabbriche tessili utilizzano macchine basate su vecchi telai a pedale del periodo coloniale. Esistono fondamentalmente quattro tipi di fibre utilizzate per la produzione dei tessuti:
- Prodotti vegetali come il cotone
- Prodotti animali come lana e seta
- Minerali come fili d'oro e d'argento
- Sintetici

Le materie prime per i tessili si dividono in due gruppi: fibre lisce come seta e lana, introdotte nel continente americano dai conquistadores; e fibre dure originarie del Messico come ixtle, lechuguilla (dalla pianta Agave lechuguilla), canne, palma, ramoscelli, cotone e salice. Nelle regioni indigene del Messico, le donne sono responsabili dell'abbigliamento della comunità, un processo che spesso inizia con la raccolta delle fibre naturali e poi la filatura, la tintura e la tessitura. In varie parti del Messico, sia i telai autoctoni che i telai a pedali di origine europea vengono utilizzati per tessere principalmente cotone e lana.
La maggior parte dei tessuti artigianali sono prodotti dai circa sessanta gruppi etnici indigeni del Messico, che vivono principalmente nelle aree rurali del centro e del sud del paese. In questi tessuti sopravvivono ancora i disegni tradizionali indigeni e in alcuni casi le tecniche. Una tecnica comune nel tessuto artigianale è il broccato, che consente di intrecciare disegni in rilievo nel tessuto. La maggior parte dei tessuti indigeni sono realizzati in casa dalle donne e utilizzati per l'abbigliamento, l'uso domestico, l'uso decorativo e l'uso cerimoniale. Gli articoli includono quelli tessuti a mano, ricamati a mano, lavorati a maglia e altro ancora. L'abbigliamento è uno dei modi in cui questi gruppi si distinguono gli uni dagli altri e dal mondo in generale. Alcuni di questi indumenti includono l'huipil, il quechquemitl, i tilmàtli, i sandali e i rebozos. Un certo numero di gruppi etnici, come i Nahua nel Messico centrale, commercializzano le loro creazioni originali e tradizionali e le producono per il consumo interno. Le persone nelle zone costiere continuano a piantare il cotone, a filarlo, a tingerlo con elementi naturali come l'indaco.

### Abbigliamento indigeno

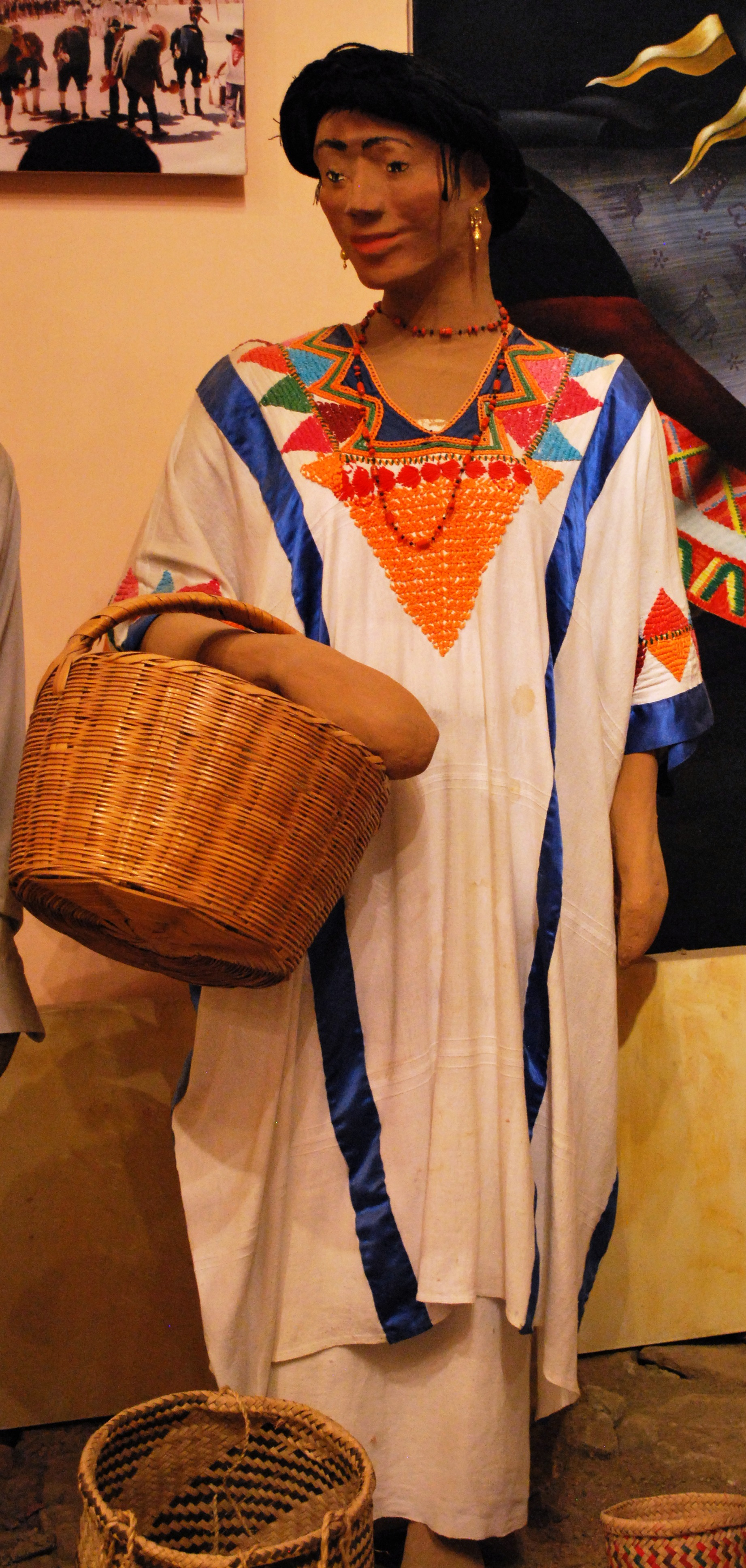
Huipil in mostra al Museo Regionale di Huajuapan.

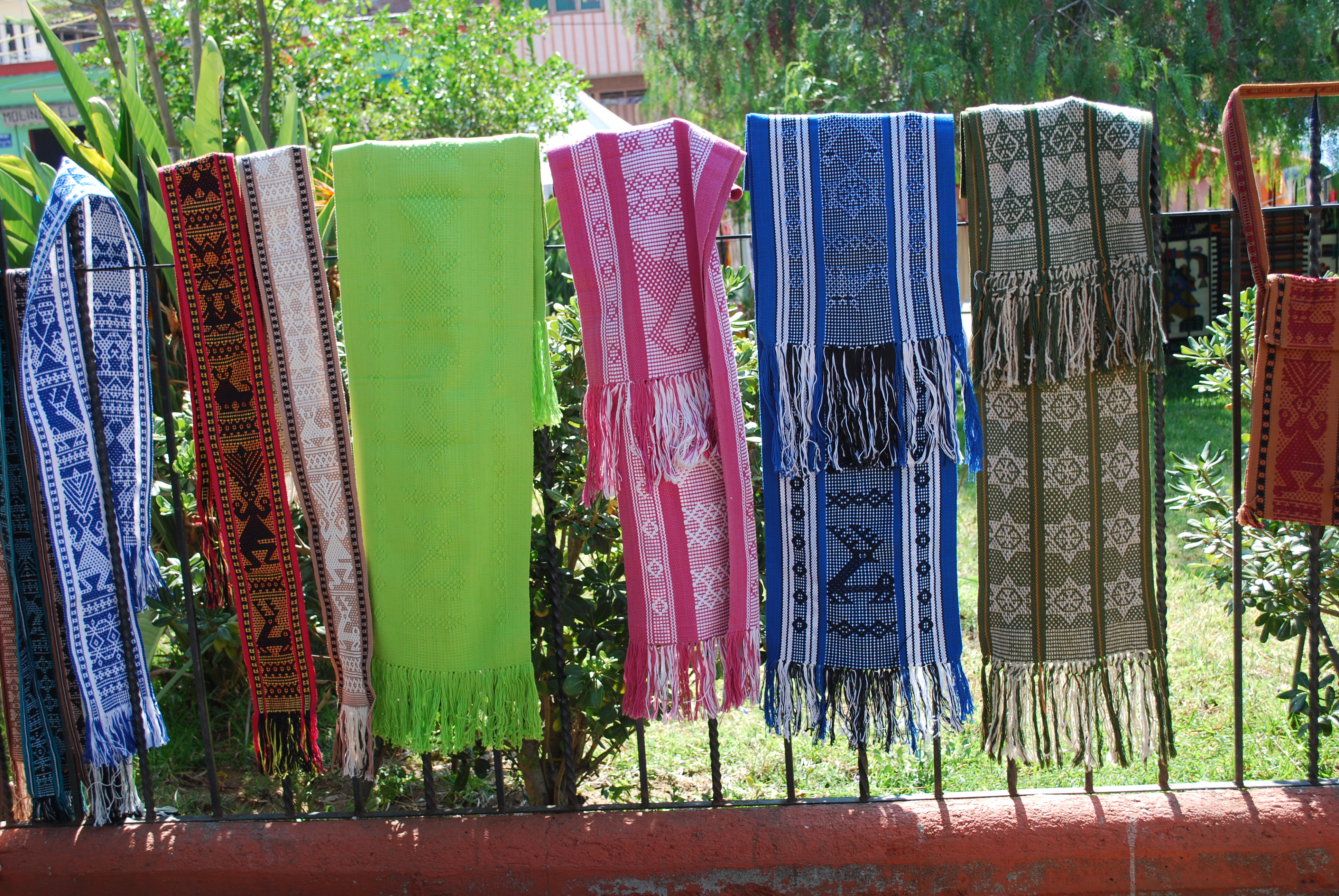
Rebozos e "fajas" o fasce/cinture in vendita a Zaachila, Oaxaca.

La maggior parte dell'abbigliamento preispanico che sopravvive è per le donne. Questi includono gli "enredos", o abiti avvolgenti, le fajas, o cinture di stoffa, gli huipils, un tipo di tunica, il quechquemitl, una specie di poncho corto rettangolare o quadrato. Quest'ultimo veniva originariamente indossato direttamente sulla parte superiore del corpo di una donna, ma oggi è indossato sopra una camicetta. Abiti a sacco larghi, chiamati huipils a Oaxaca e guanengos a Michoacán, sono spesso pesantemente ricamati con cuciture diritte, cuciture a croce e pieghe con motivi floreali e geometrici.
Un indumento ampiamente utilizzato sia nelle comunità indigene che in quelle di razza mista è il rebozo. Si tratta di un lungo scialle rettangolare utilizzato sia come fascia che come mezzo per trasportare bambini o oggetti pesanti legati al corpo. Il rebozo è nato durante il periodo coloniale, non in epoca preispanica. Il rebozo è una sintesi di tre influenze storiche, il "mámatl" preispanico, la mantilla spagnola e il "repacejo", un indumento orientale. Si tratta di un lungo pezzo di stoffa rettangolare con lunghe frange su entrambe le estremità. La maggior parte dei rebozos sono realizzati con disegni multicolori intrecciati nei pezzi utilizzando fili di diversi colori. Quelli di un unico colore sono solitamente realizzati con filato o filo tinto in massa per produrre variazioni di colore nel pezzo finale. Quest'ultimo stile è chiamato "jaspe" o diaspro e viene solitamente tessuto su telai a cinghia.
Il rebozo è stato prodotto principalmente nel Messico centrale sin dal periodo coloniale, con alcuni dei produttori più noti nello Stato del Messico e nel Michoacan. Tenancingo è uno dei più noti produttori di rebozos artigianali, solitamente di cotone ma viene utilizzata anche la lana. I rebozos tradizionali nella zona del Lago Pátzcuaro sono spesso bianchi e blu su sfondo nero e possono essere ricamati a punto croce.
Pochi capi di abbigliamento maschile preispanico sopravvivono poiché molti maschi mesoamericani andavano in giro nudi o semi nudi, costringendo le autorità spagnole a forzarli ad adottare presto camicie e pantaloni europei. Queste camicie e pantaloni in stile coloniale sono cambiati poco nelle comunità indigene e ora sono identificati con i gruppi indigeni, in particolare i Tarahumara nel Chihuahua, i Tacuates nell'Oaxaca e gli Tzeltal nel Chiapas. Molti indumenti maschili sono pesantemente ricamati in più colori. Poiché i pantaloni indigeni non hanno tasche, molti uomini portano borse decorate chiamate morral. L'unico indumento maschile preispanico sopravvissuto è il sarape, utilizzato solo in alcune zone del Messico.
Oltre agli indumenti, vengono tessuti altri articoli come copriletti, coperte, cappelli, cinture e zaini. I disegni per questi prodotti sono spesso intrecciati nel tessuto stesso, ma si possono vedere anche stelle ricamate, disegni di bordi, cervi e altro. Questi articoli possono essere realizzati con varie fibre, incluse quelle derivate dalla pianta maguey.

### Ricamo

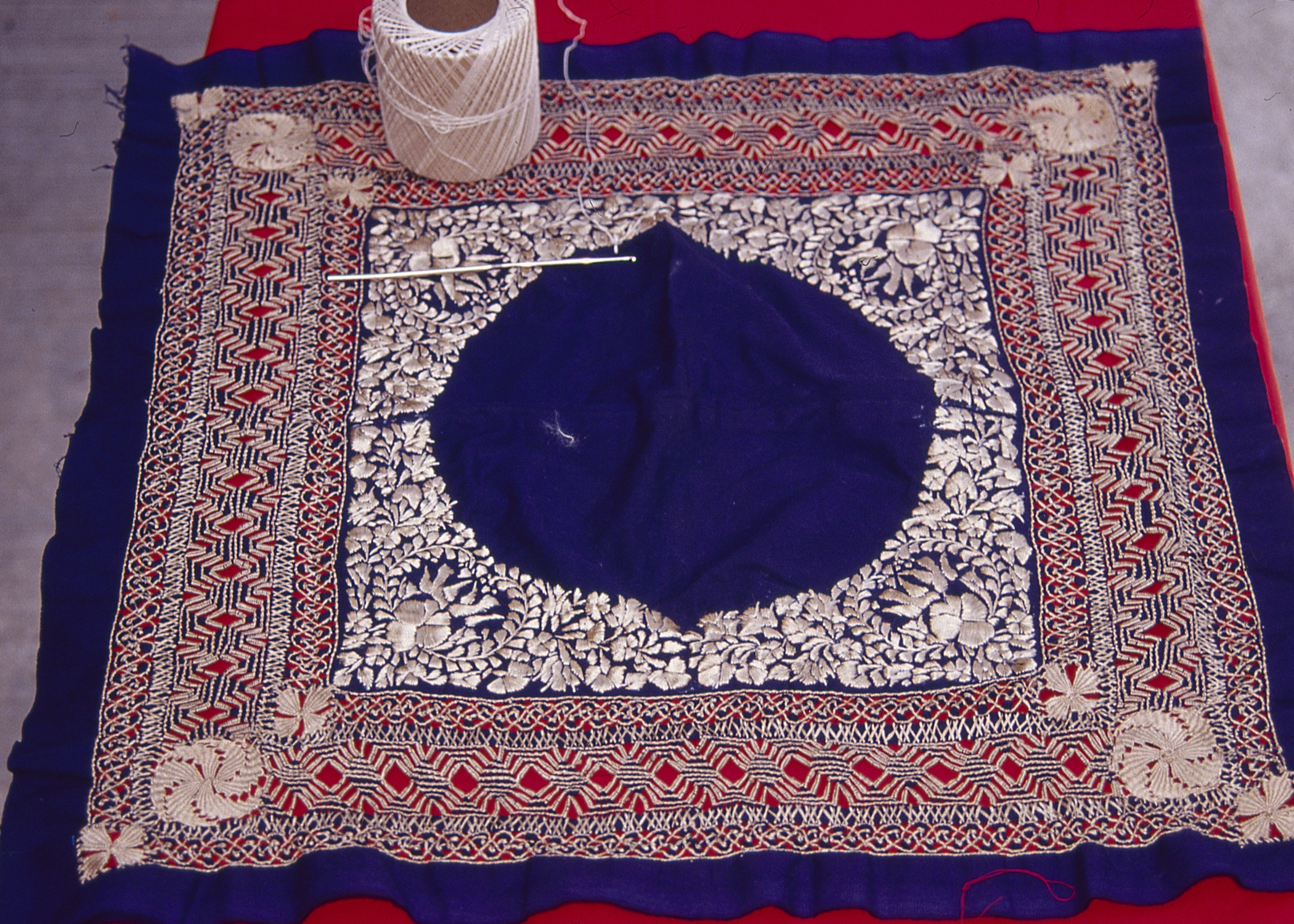
Pannello ricamato da Virginia Sanchez de Cornelio di Oaxaca.

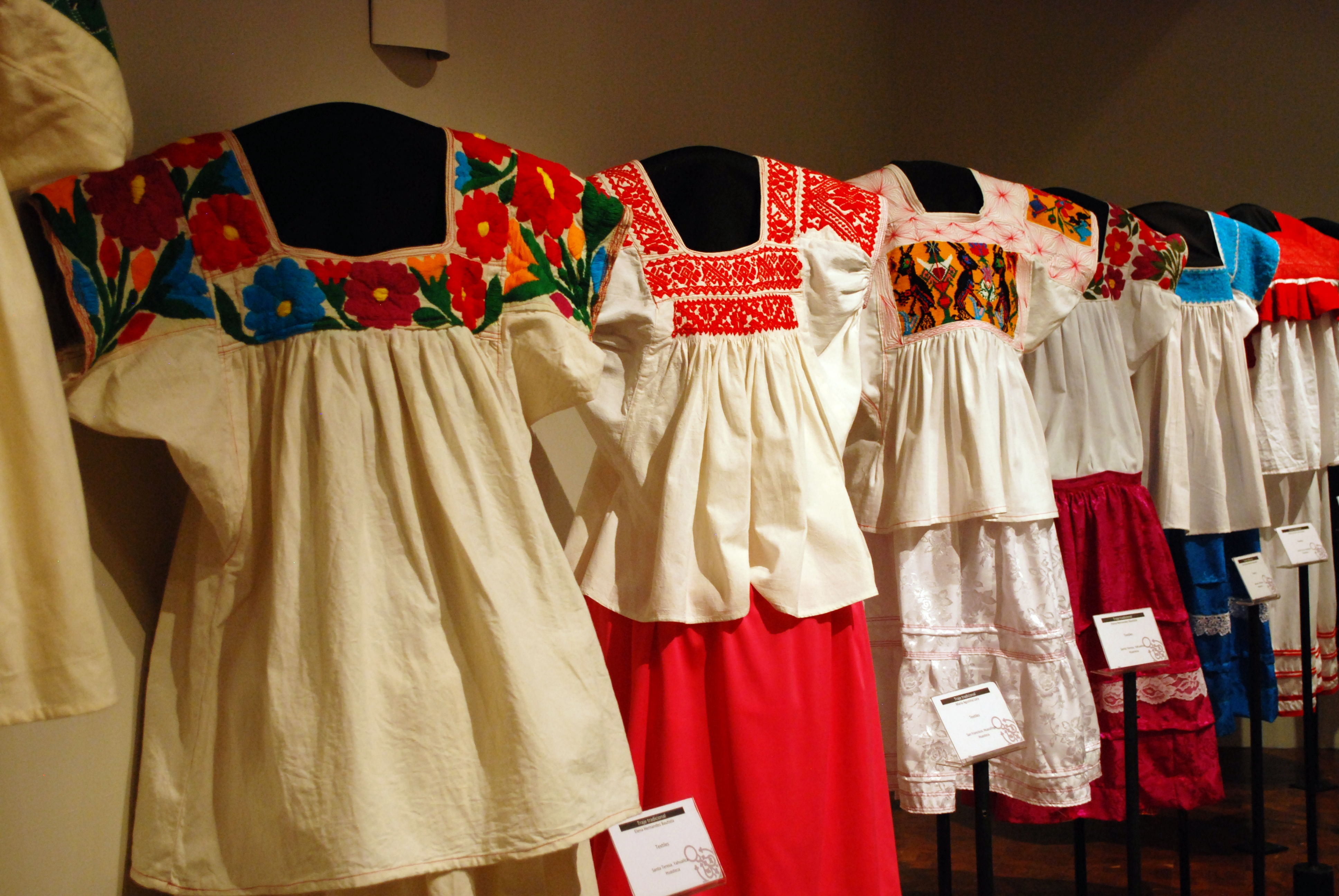
Camicette ricamate della regione di La Huasteca, Hidalgo.

Uno degli aspetti più distintivi dell'artigianato tessile indigeno è l'uso del ricamo. I motivi indigeni presenti sugli indumenti spaziano da motivi geometrici, zig-zag, spirali, lune, croci e tasti a gradini. Sottili cinture di stoffa che avvolgono la vita (fajillas) sono comuni in numerosi gruppi indigeni e sono riccamente ricamate. I bordi sono spesso decorati con bordi a zig-zag, come quelli degli Huichol. Gli Otomi usano un motivo lunare su queste cinture insieme ai loro morral o borse da trasporto, e i Tarahumara tendono a decorare le loro con disegni triangolari. Molti dei motivi di ricamo degli huipils di Oaxaca mostrano anche un'influenza preispanica. I disegni floreali sono popolari per ricamare abiti femminili tra gli Otomi, i Nahua, gli Huastec, gli Huichol e altri. Spirali e disegni curvi compaiono con frequenza soprattutto nel centro e nel sud del Paese.
Oltre ai fiori, altri temi della natura in disegni intrecciati e ricamati includono piante, animali come scoiattoli, conigli, cervi, armadilli, colombe, colibrì, pellicani, gabbiani e pesci. Le cinture ricamate Mazahua sono note per i loro disegni zoomorfi e quelle di Santo Tomás Jalieza tendono ad avere immagini di grandi uccelli piumati. I tovaglioli di stoffa di San Mateo del Mar hanno immagini di uccelli acquatici come pellicani e gabbiani, mentre quelli dei Tacuates di Santiago Zacatepec hanno bordi con molti piccoli animali come millepiedi, scorpioni, uccelli, iguane, gatti, volpi e altro ancora.
Anche le figure umane compaiono con relativa frequenza. Sono presenti in primo piano sui tovaglioli ricamati di San Juan Colorado e come ballerini di Danza de la Pluma sulle cinture di stoffa di Santo Tomás Jalieza. Simboli patriottici come le aquile bicipite, i tre colori della bandiera messicana e l'aquila con la cresta del serpente. Questi sono più diffusi nella regione centrale del paese tra gli Otomi, i Nahua, gli Huastecos, gli Huicholes e altri. Simboli cristiani come la croce, le vergini, i santi, gli angeli e altri elementi furono introdotti dagli evangelisti all'inizio del periodo coloniale. Questi compaiono su pezzi piccoli e grandi come le camicie da uomo tra gli Tzotzil del Chiapas, nei tessuti di San Miguel Ameyalco, che raffigurano chiese, e l'apparizione della Vergine di Guadalupe in molti tessuti nella Sierra Norte di Puebla.
Detti o frasi popolari compaiono anche soprattutto nei tessuti dei Purépecha intorno al lago Pátzcuaro e nello Stato di Puebla.

### Telai

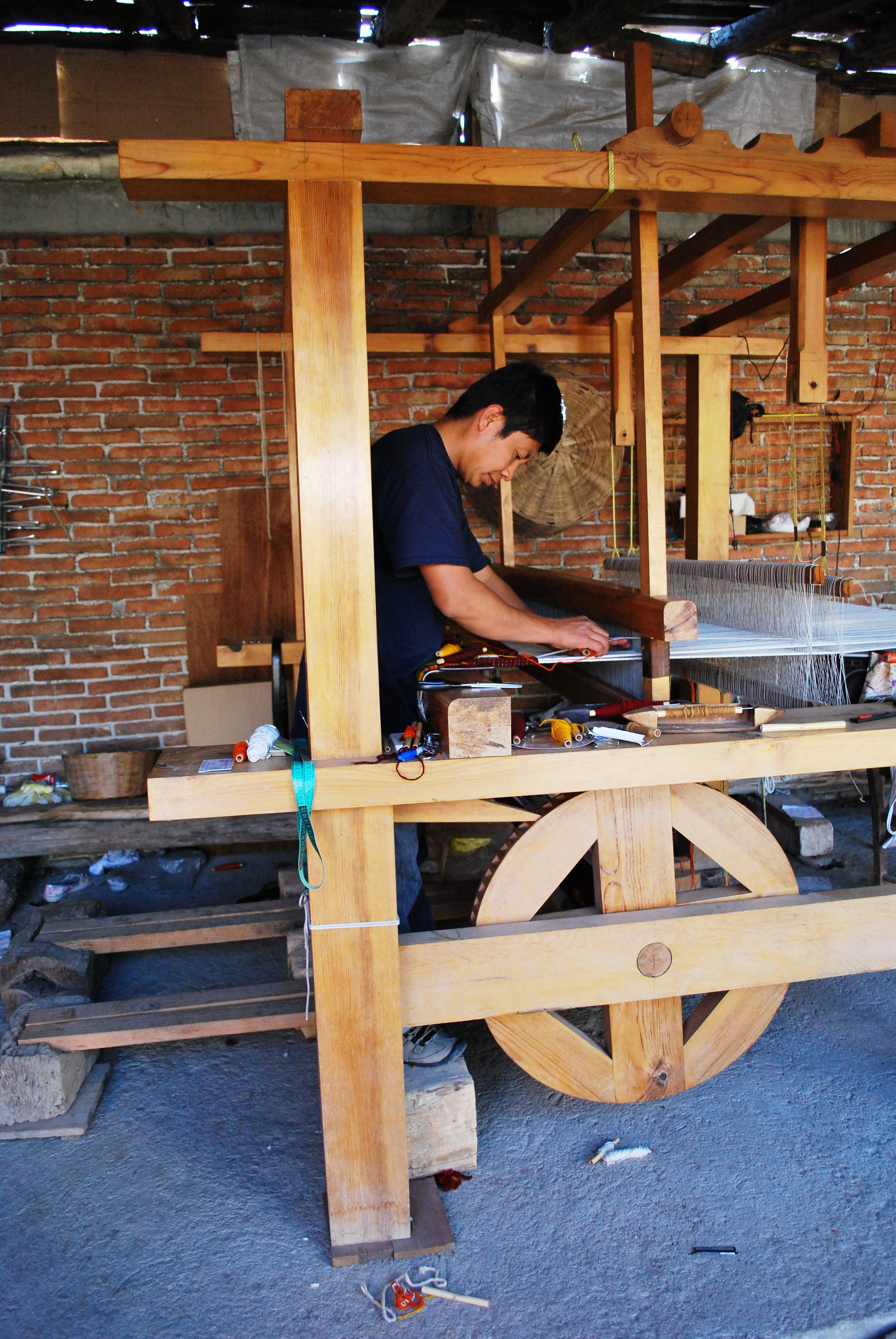
Uomo che lavora su un telaio a pedale a Teotitlan del Valle, Oaxaca.

Nella produzione di tessuti artigianali vengono utilizzati due tipi di telai: il telaio a cinghia preispanico e il telaio a pedale europeo introdotto. Tradizionalmente, la tessitura, soprattutto sul telaio a cinghia, era considerata un lavoro femminile. Le donne producono ancora articoli come strofinacci da cucina, tovaglie, borse da trasporto e oggetti ornamentali con disegni tradizionali. Sebbene considerato primitivo, il telaio a cinghia è versatile e consente diverse tecniche e combinazioni di tecniche, alcune delle quali possono essere molto complicate. Permette di combinare diverse fibre come il cotone con la lana o la seta. I disegni vengono intrecciati nella stoffa su questo telaio cambiando i colori del filo e/o aggiungendo elementi come conchiglie o altro materiale nel prodotto finito. Il telaio a cinghia è più diffuso nel sud del paese.
Il telaio a pedale fu portato in Messico dopo la conquista. A differenza dei pezzi realizzati su telai a cinghia, i pezzi realizzati su queste macchine sono stati tradizionalmente realizzati da uomini con la lana come fibra preferita. Questo tipo di telaio è maggiormente utilizzato nel centro e nel nord del Paese. Il vantaggio principale di questo telaio è che consente pezzi di larghezza maggiore rispetto ai telai a cinghia posteriore ed è stato utilizzato per creare sarapes, tappeti, coperte e altro ancora.

### Tappeti e altri oggetti realizzati a Oaxaca e nello Stato del Messico

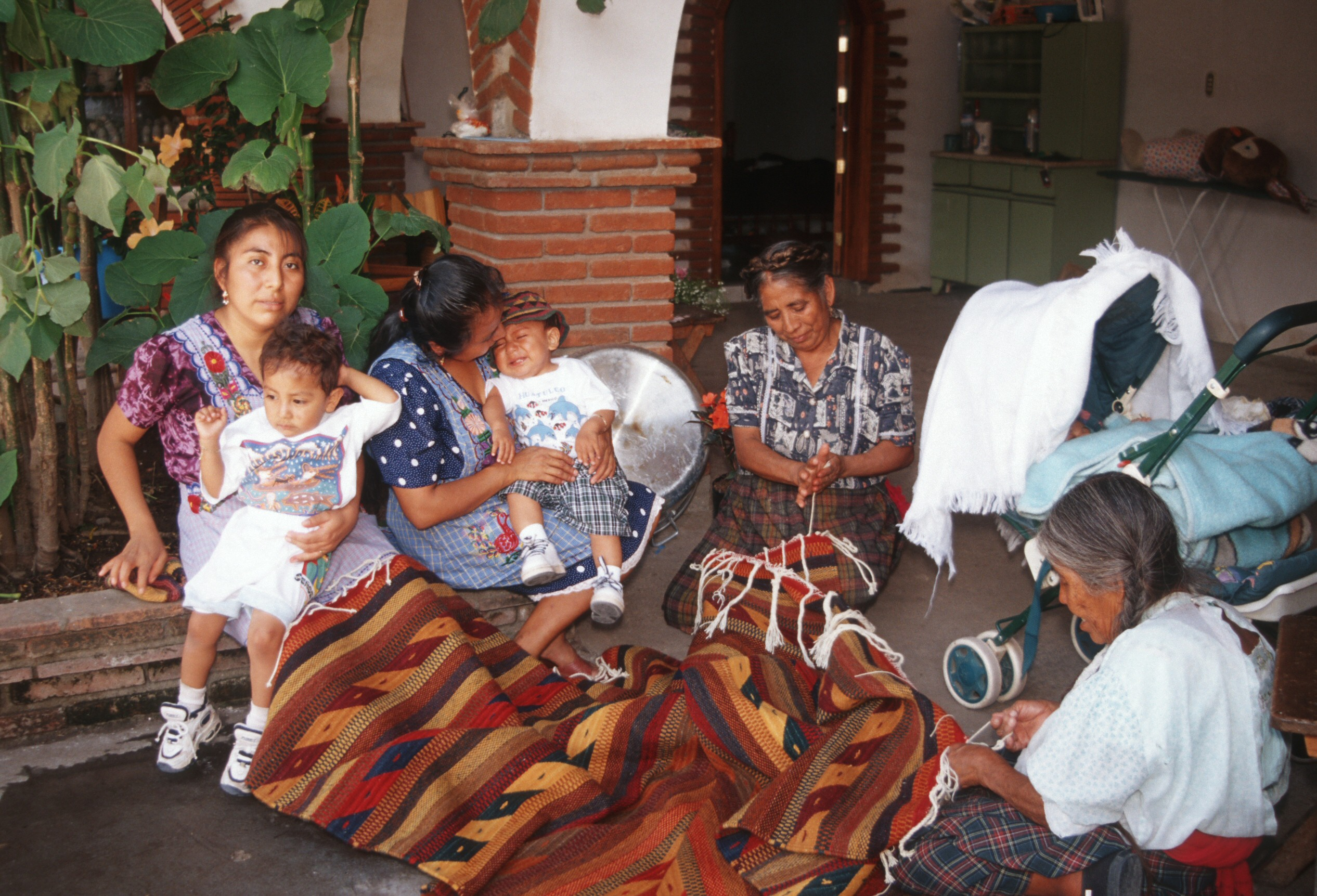
La famiglia Bulmaro Perez Mendoza termina un tappeto

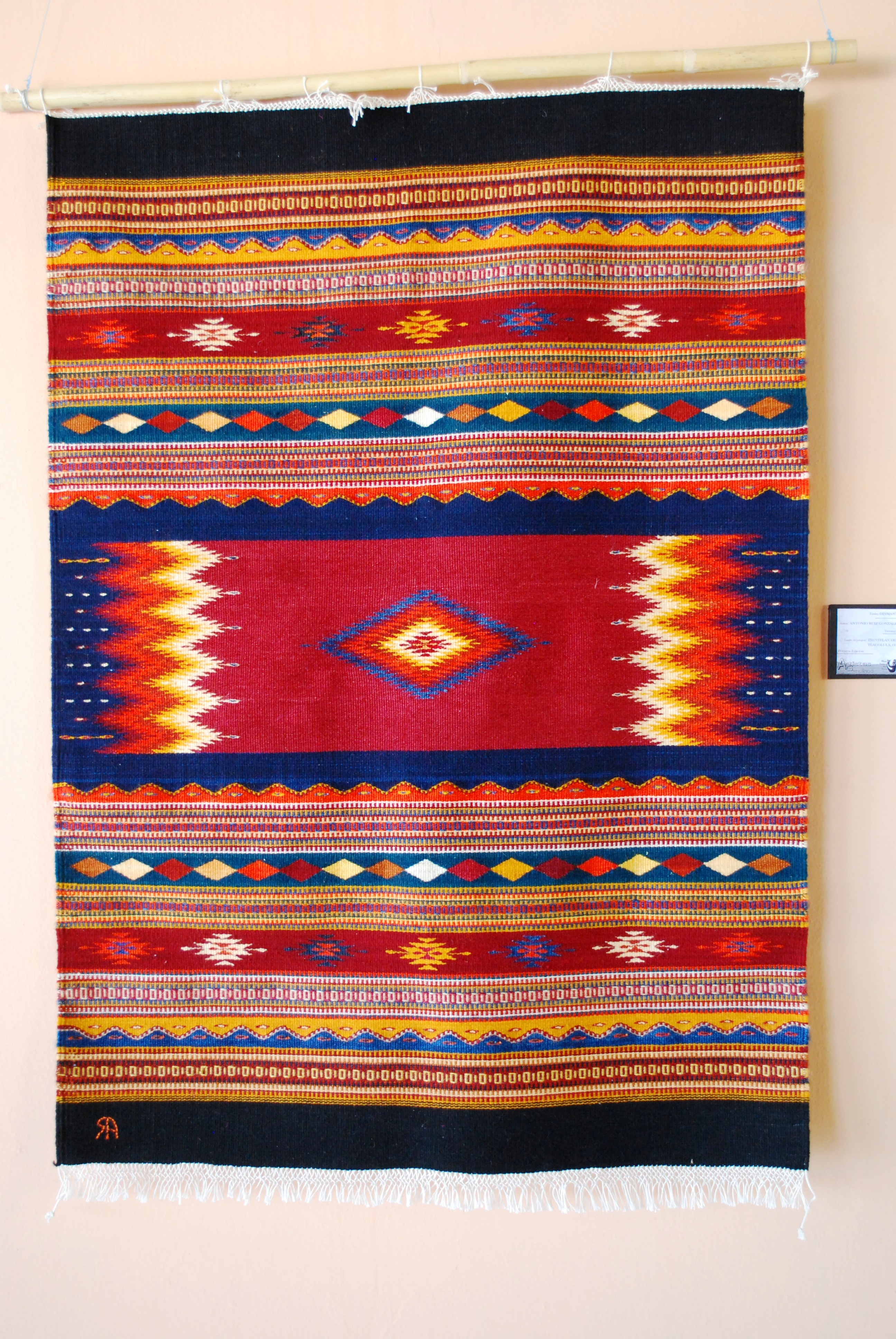
"Diamante Ojo de Dios" di Antonio Ruiz Gonzalez di Teotitlan del Valle al Museo Estatal de Arte Popular de Oaxaca.

Due Stati che continuano ad avere una significativa produzione tessile artigianale sono Oaxaca e lo Stato del Messico. Oaxaca è nota per la sua varietà di tessuti artigianali tra cui tappeti, rebozos, tovaglie e abiti tradizionali come gli huipils. Questi sono realizzati con telai a cinghia posteriore o telai a pedale. In Messico l'artigianato statale viene prodotto principalmente a Jiquipilco, Tejupilco de Hidalgo, Temascaltepec de González, Temoaya, Valle de Bravo, Zacazonapan, Toluca e Tenancingo producendo tovaglioli, tovaglie, lenzuola, articoli da cucina, abbigliamento, articoli da bagno, rebozos e tappeti.
Entrambi gli Stati sono anche importanti produttori di tappeti. La realizzazione di tappeti annodati da parte degli Otomi nello Stato del Messico è relativamente recente. Tutto ebbe inizio nel 1969, quando Ernesto Fernández Hurtado della Banca del Messico decise di promuovere un centro pilota a Temoaya per lo studio e la produzione di questo tipo di tappeto utilizzando i tradizionali disegni Otomi. Oggi questi tappeti rappresentano un elemento distintivo dell'artigianato dello Stato del Messico. I tappeti sono realizzati con lana vergine al 100% e hanno una densità media di nodi di 140.000 metri quadrati. Sono disponibili circa 21 modelli diversi con 250 varianti di colori e dimensioni. La maggior parte viene venduta nei quartieri benestanti di Città del Messico, ma a causa del problema delle imitazioni a buon mercato, alcuni venditori vendono solo dai loro laboratori.
Teotitlán del Valle a Oaxaca è nota per i suoi tappeti tessuti. La maggior parte dei produttori realizza i propri tappeti su telai a pedale utilizzando lana tinta con materiali naturali come l'indaco e la cocciniglia. I tappeti vengono prodotti anche a Mitla, Santa Ana del Valle e Tlacolula de Matamoros insieme a coperte e un tipo di sarape. Una caratteristica distintiva della produzione di tappeti di Oaxaca è l'uso dell'insetto cocciniglia. Questo insetto è stato utilizzato fin dall'epoca preispanica per tingere le fibre, producendo colori che vanno dal viola al giallo, che variano a seconda degli ingredienti aggiunti, come alcuni fiori o succo di lime. Per un certo periodo, l’uso dei coloranti naturali è stato minacciato dai materiali sintetici più economici, ma l’uso dei coloranti naturali è tornato alla ribalta.

### Valore e tutela dei tessuti artigianali

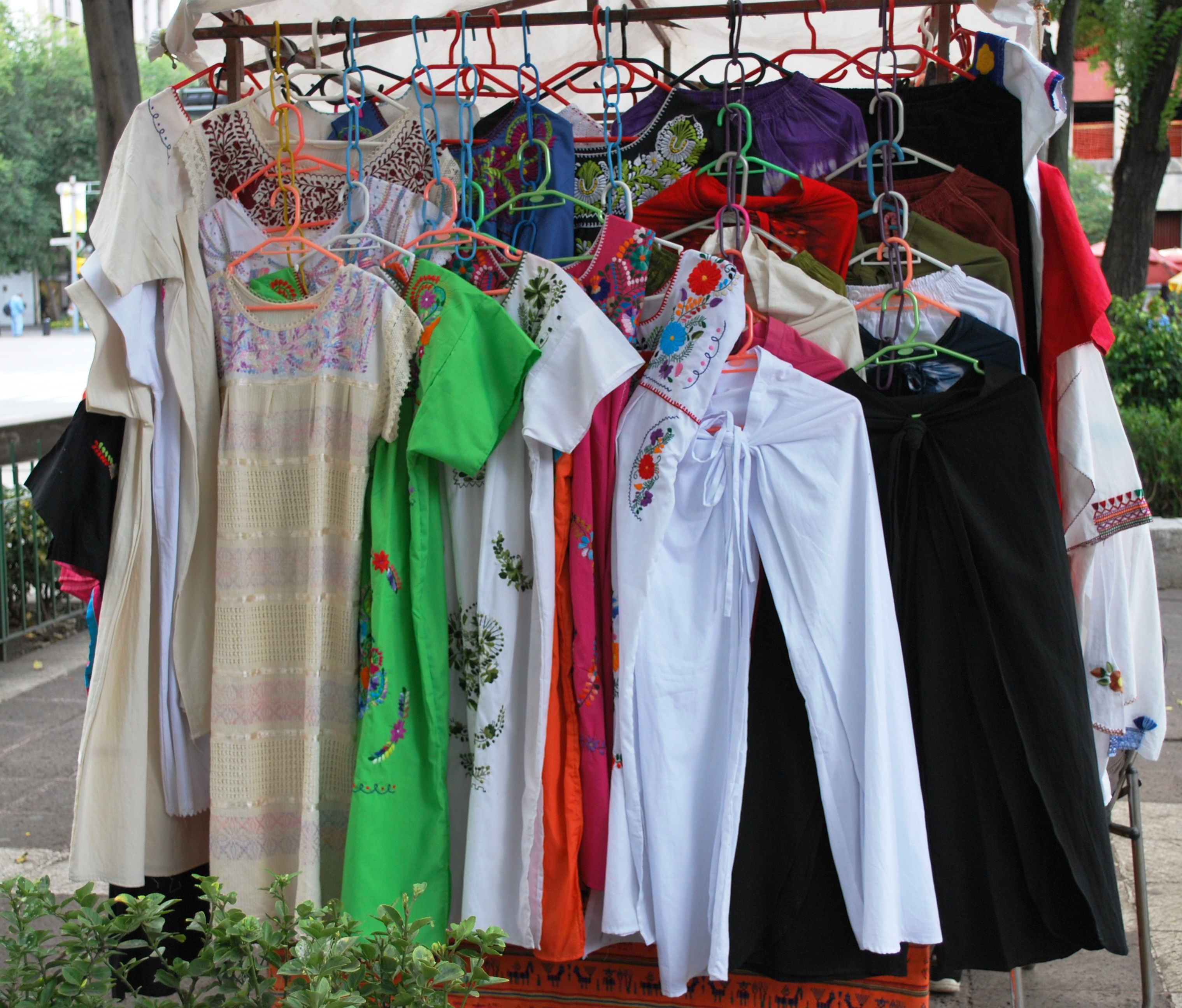
Abbigliamento tradizionale in vendita su un marciapiede a Città del Messico.

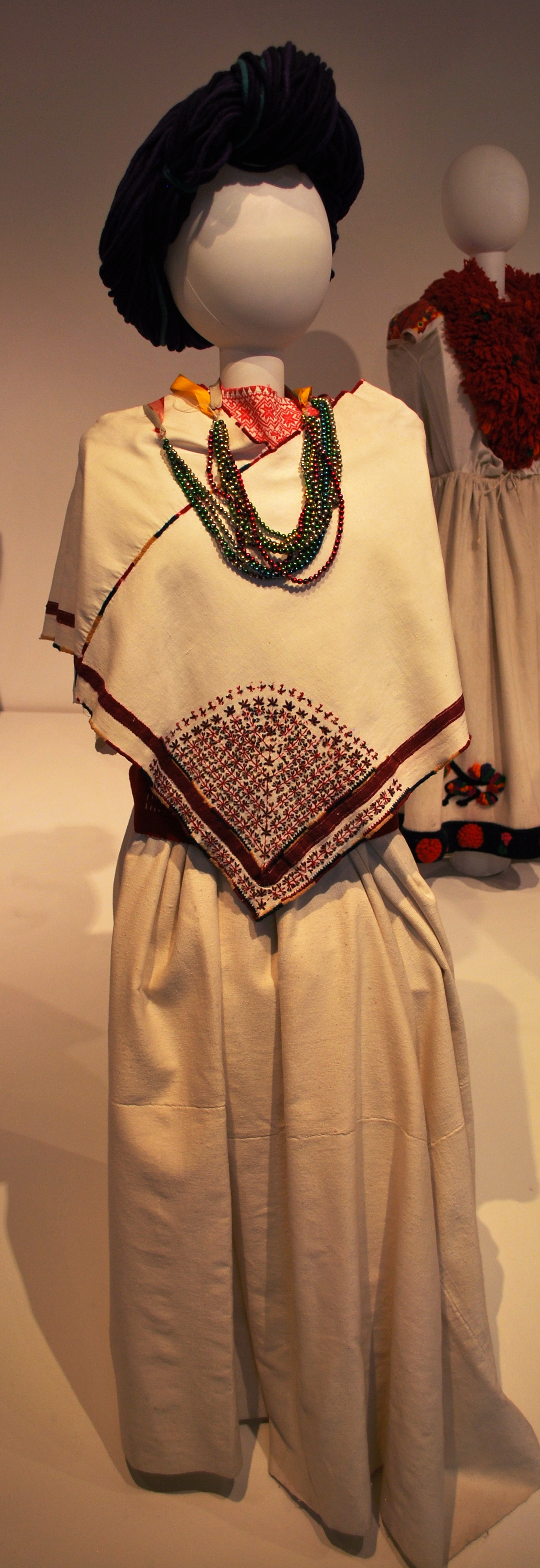
Abiti della comunità Nahua di Cuetzalan, Puebla, in mostra al Museo de Arte Popular di Città del Messico.

Dopo la rivoluzione messicana, i riferimenti alle culture native messicane divennero di moda, comprese le arti, l'artigianato, il cibo e l'abbigliamento regionale. Ciò è stato espresso nelle arti da persone come Diego Rivera e il dottor Atl. Da quel momento, sono stati compiuti numerosi sforzi per mantenere ed espandere le tradizioni di produzione tessile, in particolare nel sud del Messico. Il Museo del Tessuto ha una collezione di 4.000 pezzi e si trova nell'ex monastero di San Pablo nella città di Oaxaca. Il museo è stato inaugurato nel 2008 e patrocinato dalla Fondazione Alfredo Arpa Helú. I pezzi includono tessuti moderni, coloniali e preispanici. Gli articoli di abbigliamento includono huipils, enredos, quechquemilts, gonne, tappeti e arazzi. La collezione è divisa in tre: Textiles of Oaxaca, Textiles of Mexico e Textiles of the World.
Sna' Jolobil, o Casa dei Tessuti in lingua Tzotzil, è una cooperativa di più di 600 donne Tzotzil e Tzeltal in 12 comuni del Chiapas con sede a San Cristóbal de las Casas. È stata fondata per promuovere ed elevare l'artigianato tessile, in particolare quello prodotto su telai a cinghia, con l'obiettivo di preservare tecniche e disegni tradizionali e promuovere le fortune economiche delle donne tessitrici. L'organizzazione dispone di una collezione di huipil antichi disponibili per lo studio e la riproduzione, nonché laboratori di tessitura e produzione di coloranti vegetali. L'organizzazione è riuscita ad attrarre più giovani verso questo mestiere. Nel 1986 ha ricevuto il Premio Nacional de Ciencias y Artes (Premio Nazionale delle Scienze e delle Arti) e numerosi membri hanno ottenuto premi individuali per il loro lavoro.
Le agenzie federali come FONART e varie agenzie statali hanno le proprie iniziative promozionali, inclusi concorsi annuali di artigianato e il riconoscimento di maestri in vari campi, compreso quello tessile. Florentina López de Jesús (25 luglio 1939 - 9 febbraio 2014) fu un'Amusgo di Xochistlahuaca, Guerrero. Ha imparato a tessere da sua madre all'età di sei anni, nonché a preparare il cotone grezzo e a filarlo. Ha continuato a tessere e a svolgere altri lavori per aiutare la sua famiglia. Da adulta iniziò a realizzare pezzi appositamente per la vendita come tovaglie, tovagliette, rebozos e huipils, viaggiando a Ometepec per il mercato. Il suo lavoro attira l'attenzione di FONART tra il 1969 e il 1971, cosa che la porta a diventare membro della cooperativa di artigiani La Flor de Xochistlahuaca. Da allora, ha tenuto seminari alle persone della sua regione e al Curso de Tintes Naturales sobre Algodon (Corso sui coloranti naturali per il cotone) nel 1994 e ha promosso l'uso del cotone marrone chiamato "coyochi". Il suo lavoro ha vinto numerosi premi tra cui il 2º posto Gran Premio de Arte Popular, FONART nel 1987, il 1º posto Gran Premio de Arte Popular, FONART nel 1991 e il Premio Nacional de Artesanias de SECOFI nel 1993.
Juan Rayón Salinas, i cui genitori erano artigiani, è originario dello Stato del Messico. Iniziò a lavorare con il settore tessile nel 1970 e nel 1971 il governo statale iniziò i lavori per aprire un Centro de Capacitación de Tapiz y de Bajo Liso per introdurre le tecniche europee per la realizzazione di tappeti. Tradizionalmente, la città natale di Rayón, Xonacatlán, produceva sarapes di lana, ma lui entrò nel centro specializzandosi in tappeti. Il suo lavoro è stato riconosciuto a livello internazionale e ha iniziato a partecipare a mostre in Messico e all'estero. Dopo aver collaborato per un periodo con il Centro, ha fondato il proprio laboratorio indipendente. Il suo lavoro può essere visto in varie città del Messico e a New York. Reyna Rayón Salinas (anch'essa di Xonacatlán) è nota per le sue cinture di stoffa e per i suoi ricami, che realizza da quando aveva 12 anni.
Cosme Flores è originario della città di Tlaxcala, figlio e nipote di tessitori che realizzavano tappeti di lana. Ha iniziato a tessere all'età di 11 anni oltre a lavorare in agricoltura. Il suo lavoro ha vinto vari premi come il primo posto al Concurso Estatal de Artesanias Tlaxcaltecas nel 1993 e nel 1994. Il suo lavoro è anche presentato in una mostra permanente al Museo de Artes y Tradiciones Populares de Tlaxcala.
Justina Oviedo Rangel (San Mateo del Mar, 5 settembre 1938 - 22 settembre 2013) apparteneva al gruppo etnico Huave di Oaxaca. Ha iniziato a tessere da sola all'età di otto anni mentre giocava. Quando sua madre vide la sua abilità, iniziò a darle lezioni formali. Era specializzata in tovaglioli, segnaposto e tovaglie, ma realizzava anche huipils e figure di argilla. Il suo lavoro ha vinto premi come il Concurso de Tejido de San Mateo del Mar nel 1978 e vari altri premi da allora fino al 1989.
Evaristo Borboa (1927-2020) è nato a Tenancingo, nello Stato del Messico, dove la realizzazione dei rebozos è una tradizione. Ha iniziato a tessere quando aveva 12 anni, realizzando rebozos utilizzando un telaio a cinghia, piuttosto che il telaio europeo. Ciò significa che ciascuno dei suoi rebozos viene realizzato individualmente, piuttosto 26-30 alla volta, cosa possibile con telai più grandi. Fu noto anche per la sua tecnica "annodata" o "ikat" e per lo stile "diaspro". Interessato agli stili più vecchi di rebozos, iniziò a sperimentare nel 1947 con questi vecchi modelli. Negli anni '60, visitando la Vergine di Zapopan, notò che essa era avvolta solo in un semplice scialle. Si offrì di realizzare un nuovo tipo di rebozo per tale statua, cosa che ha fatto ogni anno da allora fino alla sua morte. Il riconoscimento è arrivato in età tarda per Borboa, che vinse premi dalla FONART e da enti statali a partire dagli anni '90.
Anche i tessuti artigianali sono stati promossi come attrazione turistica a pieno titolo. Ciò è particolarmente vero nello stato del Chiapas. I tessili artigianali messicani hanno sperimentato una rinascita di interesse a causa della loro rivalutazione come articolo di lusso e del crescente interesse in alcuni settori di consumo per i prodotti artigianali locali. Molti di questi tessuti vengono incorporati in articoli venduti da marchi riconosciuti a livello mondiale. Louis Vuitton, che ha stabilimenti di produzione in Messico, ha sponsorizzato una mostra chiamata "Historias de Tradición artesanal" (Storie di tradizione artigianale) presso il Museo de Arte Popular di Città del Messico.
Tuttavia, i tessuti artigianali non solo competono con altri tipi di tessuti importati, ma anche paesi come la Cina e il Guatemala stanno producendo imitazioni dei tradizionali disegni indigeni messicani. Questi possono essere trovati sia all'interno che all'esterno del Messico. L'Asociacion de Mujeres Empresarias del Chiapas considera le imitazioni una forma di violazione del marchio e mette a rischio il sostentamento dei tessitori nativi. Organizzazioni come questa lavorano per contrassegnare i disegni indigeni come patrimonio mondiale immateriale per proteggerli con indicatori di autenticità, proprio come si fa per la tequila o le ceramiche di Talavera.

## Industria tessile attuale

### Importanza attuale del settore
La produzione tessile moderna in Messico risale all'era di Porfirio Díaz dal 1880 al 1910. Oggi, la produzione tessile gioca un ruolo importante nel prodotto interno lordo del Messico, poiché viene esportata e genera occupazione. La produzione tessile comprende la realizzazione di fili, stoffe e decorazioni, sia in fibre naturali che sintetiche. Rappresenta circa l’1,2% del PIL totale e il 7,1% del settore manifatturiero. È la quarta attività manifatturiera più grande del paese. Dalla fine della rivoluzione messicana alla metà degli anni 2000, il settore ha registrato una crescita costante. Gran parte della crescita negli ultimi quattro decenni è stata guidata dalle “maquiladoras” o impianti di produzione lungo il confine settentrionale, che possono importare materie prime esenti da dazi per realizzare prodotti esportabili.
Un'altra importante area tessile è lo stato di Guanajuato, che è il terzo produttore del Messico. Alcuni di questi prodotti includono abbigliamento, fili e tessuti da cucire, lenzuola, tovaglie, cuscini decorativi, tappeti, moquette e teloni. Gli articoli di abbigliamento includono jeans, altri pantaloni, camicette, magliette, maglioni, gilet, giacche, gonne e altri, per marchi nazionali e internazionali come Liverpool, Chipieco, Carhartt, Echojeans, Polo Ralph Lauren, JCPenney, Old Navy, Timberland e altri.
Tuttavia, a metà degli anni 2000, il settore iniziò a declinare, soprattutto a causa della concorrenza straniera. Dal 2003 sono andati perduti un numero significativo di posti di lavoro e numerose fabbriche. Molte di queste operazioni e posti di lavoro si stanno spostando in Asia.

### Esportazioni verso gli Stati Uniti
Gli Stati Uniti sono il più grande importatore di prodotti tessili e quasi tutti i paesi produttori di prodotti tessili competono per una quota di questo mercato. Secondo OTEXA, il Messico è al quarto posto nelle esportazioni tessili verso gli Stati Uniti. I vantaggi del Messico in questo mercato sono la sua vicinanza e le tariffe favorevoli, soprattutto dopo l'entrata in vigore del NAFTA. Nel 2004 negli Stati Uniti sono state abolite tutte le restrizioni e le quote sui prodotti tessili messicani.
Tuttavia, le esportazioni tessili verso gli Stati Uniti sono scese da oltre 11 miliardi di dollari nel 2004 a poco più di 10 miliardi nel 2005, poiché gli Stati Uniti importano di più da altri paesi, che producono a costi più bassi.
Da gennaio a settembre 2004, le importazioni statunitensi di abbigliamento di fabbricazione messicana hanno raggiunto i 5,069 miliardi di dollari, il 4,3% in meno rispetto al totale registrato nello stesso periodo del 2003, secondo il CNIV, l'associazione dell'industria tessile messicana. Nel frattempo, le importazioni statunitensi di indumenti cinesi sono cresciute del 21,7% durante quel periodo per raggiungere i 6,69 miliardi di dollari. Tuttavia i prodotti fabbricati in Messico hanno iniziato a perdere competitività negli Stati Uniti perché anche le tasse e le tariffe sulle importazioni da altri paesi stavano diminuendo.

### Mercati non statunitensi
Sebbene gli Stati Uniti siano di gran lunga il principale mercato per i tessili messicani, il Messico ha stipulato patti di libero scambio con 43 paesi, una delle reti di questo tipo più grandi al mondo. Fino a poco tempo fa, questo non includeva la Cina, che veniva vista come un “nemico” piuttosto che come un potenziale partner commerciale. Ci sono stati cambiamenti in questo senso poiché il Messico cerca di espandere i legami commerciali con la Cina, soprattutto per attrarre capitali. Nelle Americhe, il Messico fa parte dell'accordo di libero scambio dell'America Centrale, e il Messico e il Perù hanno stretto un accordo per l'importazione e l'esportazione di abbigliamento e altri prodotti tessili. Le esportazioni tessili del Messico verso il Canada sono quintuplicate entro la metà degli anni 2000, portando la sua quota di mercato in quel paese al 5%. Da allora la crescita delle esportazioni verso il Canada è rallentata, ma rimane piuttosto forte.

### Mercato dell'abbigliamento domestico
Nove grandi catene di negozi controllano il 40% delle vendite fisiche, ma circa il 58% del mercato nazionale dell'abbigliamento ottiene i suoi prodotti attraverso canali illegali, attraverso il contrabbando, le rapine o l'evasione fiscale. Gran parte dei prodotti tessili cinesi illegali venduti in Messico entrano attraverso gli Stati Uniti, dove le etichette vengono cambiate per evitare la tariffa del 533% del Messico sulle merci cinesi.

### I concorrenti internazionali del Messico
Oltre a quelle provenienti dalla Cina, le esportazioni tessili messicane devono affrontare la concorrenza di India, Bangladesh, Pakistan, Indonesia, Vietnam, Hong Kong e America Centrale. Nel 2000, i tessili messicani detenevano circa il 12% del mercato statunitense mentre i tessili indiani il 3,84%. Altri paesi asiatici con presenza includono Hong Kong (5,7%), Indonesia (5,3), Vietnam e Bangladesh (5% ciascuno).
Gran parte della ragione di ciò è che il costo del lavoro è significativamente più alto in Messico che in Asia. Il Messico ha anche regolamenti che inibiscono gli investimenti, nonché leggi ambientali più severe. I tessuti messicani costano 3,45 dollari al metro quadrato mentre i tessuti cinesi costano 2,69 dollari. Mentre il costo dei tessuti messicani è aumentato del 2%, quelli di numerosi altri paesi dell’Asia e dell’America Centrale sono diminuiti. Uno dei fattori principali alla base di ciò è il costo del lavoro relativamente elevato del Messico. Un altro motivo per cui i prodotti asiatici sono più economici è che i servizi pubblici, come l’elettricità, il gas e i trasporti, sono più economici.
La Cina è il concorrente più importante del Messico. Non solo i prodotti provenienti da questo Paese sono più economici, ma la catena di approvvigionamento in Cina è più organizzata che in Messico. Ad esempio, la maggior parte dei fili utilizzati per cucire gli indumenti vengono prodotti in Cina; Il Messico produce poco, creando la necessità di importare il materiale. Ciò può causare ritardi nella produzione. Il Messico si limita principalmente alla produzione di articoli di base con scarso valore aggiunto invece di prodotti più alla moda che vengono venduti a un prezzo più alto. Inoltre, il Messico ha anche politiche protezionistiche progettate per inibire gli investimenti stranieri e la proprietà degli impianti di produzione tessile nel paese.
Un esempio di questo sono le industrie maquiladoras. Prima del 2000, le maquiladoras di proprietà di aziende asiatiche che importavano materiali dall'Asia per realizzare prodotti per gli Stati Uniti godevano degli stessi vantaggi fiscali di quelle che utilizzavano fornitori messicani. Tuttavia, questo è cambiato all'inizio del 21º secolo. Ciò ha portato molte maquiladoras asiatiche a chiudere e trasferirsi in Asia poiché i vantaggi fiscali non compensavano più i costi di manodopera più elevati.
Il Messico ha anche denunciato all'Organizzazione mondiale del commercio che la Cina è impegnata in "pratiche illegali" come il "dumping" (vendere all'estero a un prezzo inferiore rispetto ai mercati locali) a scapito dell'industria messicana. Il Messico sostiene infatti che il governo cinese sovvenziona le vendite di prodotti tessili all’estero per guadagnare quote di mercato.